# Dick's Picks Volume 20
Dick's Picks Volume 20 es el vigésimo álbum en vivo de Dick's Picks, serie  de lanzamientos en vivo de la banda estadounidense Grateful Dead. Fue grabado el 25 de septiembre de 1976 en el Capital Centre, en Landover, Maryland y el 28 de septiembre de 1976 en el Onondaga County War Memorial, en Syracuse, Nueva York.

## Caveat emptor
Cada volumen de Dick's Picks tiene su propia etiqueta “caveat emptor”, que informa al oyente sobre la calidad del sonido de la grabación. La etiqueta del volumen 20 dice:
“Dick's Picks Volume 20 se masterizó a partir de las cintas de carrete a carrete estéreo originales de ¼, funcionando a 7½ ips, de la mezcla PA. A través de la manipulación sónica óptima de estas cintas maestras, hemos intentado crear una réplica tan buena de la experiencia de un concierto en vivo como sea posible. Disfrútalo.”

## Recepción de la crítica
En su reseña para AllMusic, Lindsay Planer declaró: “Este conjunto masivo celebra el regreso triunfal de The Dead con más de cinco horas de música repartidas en cuatro discos de dos presentaciones casi completas”. John Metzger, crítico de The Music Box, le otorgó una calificación de 4 estrellas sobre 5.

## Lista de canciones
Todas las canciones escritas y compuestas por Jerry Garcia y Robert Hunter, excepto donde esta anotado. 
| Disco uno |                        |                                     |          |  |
| N.º       | Título                 | Escritor(es)                        | Duración |  |
| 1.        | «Bertha»               |                                     | 5:28     |  |
| 2.        | «New Minglewood Blues» | Noah Lewis                          | 4:49     |  |
| 3.        | «Ramble On Rose»       |                                     | 7:12     |  |
| 4.        | «Cassidy»              | John Perry Barlow Bob Weir          | 4:44     |  |
| 5.        | «Brown-Eyed Woman»     |                                     | 4:56     |  |
| 6.        | «Mama Tried»           | Merle Haggard                       | 2:59     |  |
| 7.        | «Peggy-O»              | tradicional, arr. por Grateful Dead | 9:42     |  |
| 8.        | «Loser»                |                                     | 8:18     |  |
| 9.        | «Let It Grow»          | Barlow Weir                         | 12:26    |  |
| 10.       | «Sugaree»              |                                     | 11:01    |  |
| 11.       | «Lazy Lightning»       | Barlow Weir                         | 2:54     |  |
| 12.       | «Supplication»         | Barlow Weir                         | 4:38     |  |

| Disco dos |                                         |                                                      |          |  |
| N.º       | Título                                  | Escritor(es)                                         | Duración |  |
| 1.        | «Mississippi Half-Step Uptown Toodeloo» |                                                      | 11:28    |  |
| 2.        | «Dancing in the Street»                 | Marvin Gaye Ivy Jo Hunter William “Mickey” Stevenson | 12:44    |  |
| 3.        | «Cosmic Charlie»                        |                                                      | 8:39     |  |
| 4.        | «Scarlet Begonias»                      |                                                      | 11:08    |  |
| 5.        | «St. Stephen»                           | Garcia Hunter Phil Lesh                              | 4:16     |  |
| 6.        | «Not Fade Away»                         | Charles Hardin Holley Norman Petty                   | 9:55     |  |
| 7.        | «Drums»                                 | Mickey Hart Bill Kreutzmann                          | 3:35     |  |
| 8.        | «Jam»                                   | Grateful Dead                                        | 2:06     |  |
| 9.        | «St. Stephen»                           |                                                      | 2:03     |  |
| 10.       | «Sugar Magnolia»                        | Hunter Weir                                          | 9:40     |  |

| Disco tres |                                   |                                     |          |  |
| N.º        | Título                            | Escritor(es)                        | Duración |  |
| 1.         | «Cold Rain and Snow»              | tradicional, arr. por Grateful Dead | 6:37     |  |
| 2.         | «Big River»                       | Johnny Cash                         | 5:55     |  |
| 3.         | «Cassidy»                         |                                     | 4:33     |  |
| 4.         | «Tennessee Jed»                   |                                     | 8:38     |  |
| 5.         | «New Minglewood Blues»            |                                     | 6:06     |  |
| 6.         | «Candyman»                        |                                     | 7:25     |  |
| 7.         | «It's All Over Now»               | Bobby Womack Shirley Womack         | 6:40     |  |
| 8.         | «Friend of the Devil»             | John Dawson Garcia Hunter           | 8:45     |  |
| 9.         | «Let It Grow»                     | Barlow Weir                         | 11:41    |  |
| 10.        | «Goin' Down the Road Feeling Bad» | tradicional, arr. por Grateful Dead | 9:14     |  |

| Disco cuatro |                         |                            |          |  |
| N.º          | Título                  | Escritor(es)               | Duración |  |
| 1.           | «Playing in the Band»   | Hart Hunter Weir           | 10:40    |  |
| 2.           | «The Wheel»             |                            | 7:08     |  |
| 3.           | «Samson and Delilah»    | tradicional, arr. por Weir | 8:02     |  |
| 4.           | «Jam»                   | Grateful Dead              | 5:40     |  |
| 5.           | «Comes a Time»          |                            | 7:50     |  |
| 6.           | «Drums»                 | Hart Kreutzmann            | 4:59     |  |
| 7.           | «Eyes of the World»     |                            | 8:39     |  |
| 8.           | «Orange Tango Jam»      | Grateful Dead              | 4:47     |  |
| 9.           | «Dancing in the Street» |                            | 9:16     |  |
| 10.          | «Playing in the Band»   |                            | 5:06     |  |
| 11.          | «Johnny B. Goode»       | Chuck Berry                | 4:34     |  |

## Créditos y personal
Créditos adaptados desde el folleto que acompaña al CD.
Grateful Dead
- Jerry Garcia – voz principal y coros, guitarra líder
- Donna Jean Godchaux – coros
- Keith Godchaux – piano
- Bill Kreutzmann – batería
- Mickey Hart – batería
- Phil Lesh – bajo eléctrico, coros
- Bob Weir – guitarra rítmica, coros

Personal técnico
- Dan Healy – grabación
- Dick Latvala, David Lemieux – archivista
- Jeffrey Norman – masterización
- Eileen Law/Grateful Dead Archives – investigadora de archivo

Diseño
- Ed Perlstein – fotografía
- Tina Carpenter – ilustración, diseño de portada
- David DeNoma – fotografía de portada